# Phrynomantis microps
Espèce
Statut de conservation UICN

 LC  : Préoccupation mineure
Phrynomantis microps est une espèce d'amphibiens de la famille des Microhylidae.

## Répartition
Cette espèce se rencontre au Bénin, au Burkina Faso, au Cameroun, en Côte d'Ivoire, en Gambie, au Ghana, au Mali, au Nigeria, en République centrafricaine, en République démocratique du Congo, au Sénégal, en Sierra Leone et au Togo,. Sa présence est incertaine en Guinée, en Guinée-Bissau, au Niger, au Soudan du Sud et au Tchad.

## Publication originale
- Peters, 1875 : Über die von Herrn Professor Dr. R. Buchholz in Westafrika gesammelten Amphibien. Monatsberichte der Königlich preussischen Akademie der Wissenschaften zu Berlin, vol. 1875, p. 196-212 (texte intégral).